# فهرس تايكو 2
فهرس تايكو 2  عبارة عن فهرس فلكي لأكثر من 2.5 مليون من النجوم اللامعة في السماء.

## الفهرس
فهرس تايكو 2 عبارة عن فهرس فلكي مرجعي يضم قائمة بمواقع وحركات أكثر من 2.5 مليون من ألمع النجوم في السماء. وتستند هذه المواقع والأحجام التي يضمها تايكو 2 على وجه التحديد على نفس الملاحظات التي ضمها فهرس تايكو الأصلي (تايكو 1)  ، المنبثق عن خلاصة للمعطيات والبيانات المجموعة من طرف المشروع الأوروبي خريطة السماء، وكذا البيانات التي جمعها القمر الفلكي هيباركوس الذي أطلقته وكالة الفضاء الأوروبية في 8 أغسطس 1989، لكن مقارنة بالفهارس النجمية السابقة فإن تايكو 2 يعد الأكبر والأكثر دقة، بفضل تقنية تخفيض أكثر تقدما.حيث يتم في تايكو2 تضمين المكونات المزدوجة للنجوم منفصلة ب 0.8 ثانية قوسية.
كان لمرصد البحرية الأمريكية (USNO) الفضل في خروج فهرس تايكو 2 إلى أرض الوجود، بفضل جمعه للفهرس المرجعي "ACT":Astrographic Cataloge Tycho والذي يحتوي على ما يقرب من مليون نجم، يجمع بيانات فهرس النجوم "AC" لسنة 2000 مع بيانات فهرس تايكو 1 .
وقد ساهمت الفترة الزمني الطويلة الطويلة إلى حد ما بين الفهرسين في تحسين قياسات مواقع النجوم وحركاتها وجعلها أكثر دقة.حاليا يعوض فهرس تايكو 2 الفهرس الأصلي تايكو للنجوم "ACT".

## الدقة
تصل دقة قياسات حركات النجوم في تايكو 2 حوالي 2.5 ميلي ثانية في السنة وذلك مقارنة بباقي قياسات فهارس النجوم الأخرى كفهرس النجوم (AC) لسنة 2000 أو حتى ال 143 فهرس اخر للقياسات الفلكية الأرضية.
بالنسبة للنجوم الأكثر لمعان (9 ماغ)، الخطأ في القياسات الفلكية لا يتعدى ال 7 مللي ثانية. أما الخطأ الشامل لجميع النجوم فهو 60 ميلي ثانية في أقصى الظروف.

## الوصول إلى بيانات الفهرس
من أجل الوصول السريع إلى النجوم المحددة في
الفهرس (تايكو 2)، يقوم برنامج WCSTools بعرض كل نجم باستخدام رقم منطقة دليل النجم (9537-000) ورقم يشير للنجم ويكون عادة مكون من خمس أرقام في كل منطقة منفصلين بفاصلة عشرية.